# Lista över öar i Costa Rica
Detta är en  lista över öar i Costa Rica.
- Isla Calero (151,6 km²)
- Isla Brava (44,4 km²)
- Isla de Chira (43 km²)
- Isla Penitencia (42,2 km²)
- Isla Tortuguero (28,1 km²)
- Isla del Coco (24 km²)
- Isla Palma (20,5 km²)
- Isla Portillos (16,8 km²)
- Isla Violín (15,7 km²)
- Isla Samay (14,7 km²)
- Isla Pacuare (12,2 km²)
- Isla Moín (11,7 km²)
- Isla Machuca (11 km²)
- Isla Madre de Díos (10 km²)
- Isla Damas (6 km²)
- Isla Berrugate (5,6 km²)
- Isla San Lucas (4,6 km²)
- Isla Venado (4,4 km²)
- Isla Parismina (4,4 km²)
- Isla Caballo (3,7 km²)
- Isla del Caño (3 km²)
- Isla Matina (2,2 km²)
- Isla Cedros (1,7 km²)
- Isla Bejuco (1,5 km²)
- Isla Tolinga (I.Tortugas) (1,2 km²)
- Isla Primera (I.Negritos) (0,8 km²)
- Isla Alcatráz (I.Tortugas) (0,6 km²)
- Isla Segunda (I.Negritos) (0,5 km²)
- Isla Jesucita (0,4 km²)
- Isla Muertos (0,3 km²)
- Isla Plata (0,2 km²)